# GeoGebra
GeoGebra (navnet er opstået som en sammentrækning af de to matematiske begreber: Geometri og Algebra) er et program, der er udviklet til at lære om algebra, geometri og andre matematiske discipliner. Programmet er gratis for ikke-kommerciel anvendelse og findes på 39 forskellige sprog, bl.a. dansk.

## Historie
Programmet er udviklet af østrigeren Markus Hohenwarter, der startede projektet i 2001 som en del af sin uddannelse ved Paris-Lodron-Universität i Salzburg. GeoGebra er skrevet i programmeringssproget java og er open source software.

### GeoGebra & Xcas
GeoGebra anvender open-source-programmet Xcas som CAS-kerne; på trods af at Xcas er skrevet i programmeringssproget C++. Xcas er udviklet af den franske matematiker Bernard Parisse, ved Joseph Fourier-universitetet i Grenoble (Isère), siden år 2000. Xcas har sin styrke ved algebraiske beregninger. Flere features og kommandoer er identiske for GeoGebra og Xcas (se punktopstilling og tabel nedenfor). Siden 2013 er Xcas blevet integreret med GeoGebra på trods af, at e to CAS-programmer er skrevet i forskellige programmeringssprog: GeoGebra er skrevet i Java, mens Xcas er skrevet i C++.

## Styresystemer
De to open source CAS-programmer, GeoGebra & Xcas, findes til flere styresystemer (se tabel nedenfor):
- Microsoft Windows
- Apple macOS
- Linux[20]
- Android
- iOS

Desuden findes GeoGebra som web app (se fig. 2).

## GeoGebra & Xcas hjælper elever og studerende med at lære matematik

### Folkeskolen
GeoGebra rummer adskillige features, som er anvendelige til matematiktimer på sluttrinet (Jf. Fælles Mål 2009 Arkiveret 13. august 2009 hos  Wayback Machine) i folkeskolen; ligesom regneark (Calc) og equation editor (Math) i LibreOffice. Danske folkeskoler afholder mesterskaber i anvendelsen af GeoGebra, og Danmarks Lærerforening skriver om GeoGebra. Flere læreruddannelsessteder udbyder kurser i anvendelsen af GeoGebra.
GeoGebra indeholder Computer Algebra System (CAS), der bl.a. gør GeoGebra i stand til at løse ligninger og tegne grafer. Derudover kan GeoGebra tegne geometriske figurer (se illustration i infobox).

### Gymnasium og højere læreanstalter
GeoGebra & Xcas og Maple & Mathematica kan hjælpe med at lære matematik B-niveau og A-niveau.
I trigonometri og gymnasiets øvrige matematikundervisning finder GeoGebra også anvendelse: Programmet kan hjælpe med infinitisimalregning, idet GeoGebra beregner både differentialkvotient og stamfunktion. Der findes flere hjemmesider, som rummer hjælp til GeoGebra; på flere af disse hjemmesider fremgår det, at GeoGebra kan løse differentialligninger (se tabel nedenfor) og tegne linjeelementer og løsningskurver. Multiplet integral ser GeoGebra også ud til at kunne hjælpe med at løse; ligesom Maple & Mathematica kan (se tabel nedenfor). Mens folkeskolen anvender GeoGebra, så anvender gymnasier og universiteter programmet Maple.

## Oversigt over features

### Fælles features forXcas& GeoGebra
- løse ligning
- tegne graf 2D
- trigometriske beregninger, trigometrisk funktion og trigometrisk ligning
- vektorregning[61][62]
- beregne differentialkvotient (dermed differentialregning)
- beregne stamfunktion (altså integralregning)
- løse differentialligning (se tabel nedenfor)

### Hertil kommer ekstra features for GeoGebra
GeoGebra kan desuden bl.a.:
- tegne graf, såvel 2-D[64] som 3-D[34]
- tegne geometriske figurer
- tegne linjeelement[65][66]
- matrix[67][68]
- løse både dobbelt integral og tredobbelt integral, altså multipelt integral

### Manualer
Der findes flere introduktioner, videoer og manualer til GeoGebra, især for at tegne geometriske figurer.

## Hæder og priser
GeoGebra er blevet belønnet med en række priser, bl.a.:
2002: European Academic Software Award
2005: Les Trophées du Libre

## GeoGebra er et CAS-program blandt flere
Flere kommandoer for GeoGebra er kompatible med kommandoer til flere programmer, f.eks. Wolfram Alpha, Mathematica, Maxima, Maple, Matlab, Yacas, SageMath, Singular, MuPAD, Qcas, CPMP-Tools, WordMat (addon til Microsoft Word) og ExpressionsinBar (64 bit app for macOS) og Graphmatica samt Kig. Dertil kommer grafregnerne TI-89, TI-92, Voyage 200 og TI-Nspire rummer også kommandoer, som udviser ligheder med GeoGebra & Xcas.
GeoGebra hører til denne gruppe af CAS-softwares
| Navn                                  | Software licens             | Programmeringssprog    | MS Windows | macOS                | Linux  | Andre OS      | Kommando løser differentialligning                                          | Note og kilde       |
| ------------------------------------- | --------------------------- | ---------------------- | ---------- | -------------------- | ------ | ------------- | --------------------------------------------------------------------------- | ------------------- |
| CPMP-Tools                            | freeware eller fri software | java                   | Windows    | macOS                | Linux  |               |                                                                             | [ 84 ]              |
| ExpressionsinBar                      | freeware eller fri software | ?                      |            | 64 bit app for macOS |        |               | desolve({\displaystyle y'=b\cdot y-a} , {\displaystyle y})                  | [ 86 ]              |
| GeoGebra                              | freeware eller fri software | java                   | Windows    | macOS                | Linux  | Android & iOS | SolveODE(                                                                   | også som web app    |
| Maple *                               | kommerciel                  | C, Java, Maple         | Windows    | macOS                | Linux  |               | dsolve{\displaystyle (y'(x)=k\cdot y(x)} , {\displaystyle y(x))}            | [ 96 ]              |
| Mathematica *                         | kommerciel                  | Wolfram Language, Lisp | Windows    | macOS                | Linux  | Solaris       | DSolve({\displaystyle y'=k\cdot y} , {\displaystyle y})                     | også som web app    |
| MATLAB                                | kommerciel                  | C/C++, MATLAB          | Windows    | macOS                | Linux  |               |                                                                             | [ 100 ]             |
| Maxima                                | freeware eller fri software | Common Lisp            | Windows    | macOS                | Linux  | Android       | ode2 (eqn, dvar, ivar)                                                      | også som online app |
| SageMath                              | freeware eller fri software | Python 3               | Windows    | macOS                | Linux  |               | desolve({\displaystyle y'=b\cdot y-a} , {\displaystyle y})                  | [ 104 ]             |
| Singular                              | freeware eller fri software | C++                    | Windows    | macOS                | Linux  |               |                                                                             | findes også online  |
| TI-Nspire CX CAS                      | kommerciel                  | ?                      | Windows    | macOS                |        |               | deSolve({\displaystyle y'=b\cdot y-a}, {\displaystyle x},{\displaystyle y}) | [ 108 ] [ 109 ]     |
| TI-89 simulator & TI-92 Plus emulator | freeware eller fri software | ?                      | online     | online               | online | online        | deSolve({\displaystyle y'=b\cdot y-a}, {\displaystyle x},{\displaystyle y}) | [ 110 ] [ 111 ]     |
| Xcas                                  | freeware eller fri software | C++                    | Windows    | macOS                | Linux  | Android       | desolve({\displaystyle y'=b\cdot y-a} , {\displaystyle y})                  | [ 11 ]              |
| Yacas                                 | freeware eller fri software | C++                    | Windows    | macOS                | Linux  |               | OdeSolve({\displaystyle y''-4*y==0} )                                       | [ 113 ]             |

* løser også triple integraler.

### Eksterne hjemmesider
- List of computer algebra systems (engelsk)
- https://www.geogebra.org/

- Wikimedia Commons har flere filer relateret til GeoGebra